# Buran Darat
Pour les articles homonymes, voir Darat.
Buran Darat est une île située au sud de l'île principale de Singapour. 

## Géographie
Elle s'étend sur environ 500 m de longueur pour une largeur approximative de 300 m avec certaines zones à fleur d'eau et d'autres immergés.